# Tunica
|  | No s'ha de confondre amb túnica. |

Els tunica o yuron, el nom de la qual prové de ta-uni-ka (el poble), són una tribu ameríndia de llengua aïllada, potser propera al chitimacha, tot i que Edward Sapir els considerava hoka-sioux. Eren dividits en cinc tribus: griga, koroa, yazoo, tiv i tunica.

## Localització
Vivien a la confluència del Yazoo (Mississipi). Actualment viuen a Marksville (Louisiana) amb els biloxis.

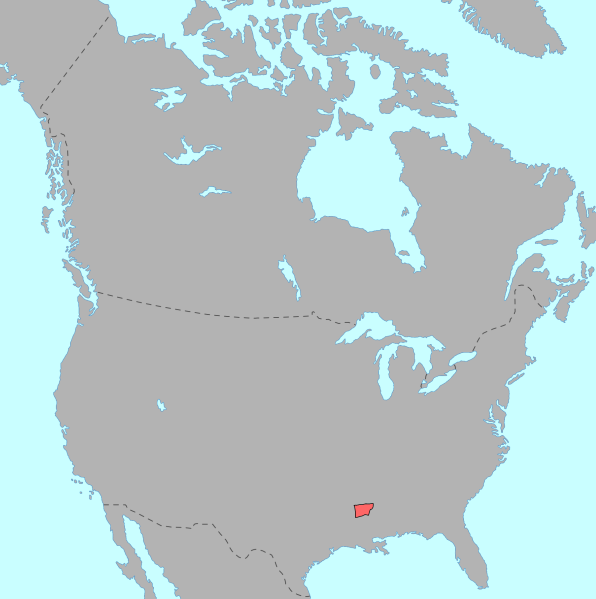
Distribució dels tunica

## Demografia
El 1699 en quedaven 260, potser 50-60 cabanes; Pierre Le Moyne d'Iberville, però, els calculà en un miler l'1 de novembre del 1700 (2.000 amb els yazoo); el 1802 eren 120 (però 450 amb els biloxis) i el 1908 només eren reconeguts 30 tunica. El 1890 hi havia 25 a Louisiana, però John Wesley Powell afirmava que eren 43 el 1910. Segons el cens dels EUA del 2000, hi havia enregistrats 648 tunica-biloxi.

## Llengua
El tunica és una llengua aïllada que es parlava a la baixa i central vall del Mississipi. Actualment no hi ha parlants de la llengua.
La llengua es va extingir quan va morir Sesostrie Youchigant, darrer parlant matern. La lingüista Mary R. Haas treballà amb Youchigant per descriure el que recordava de la llengua, i la descripció va ser publicada a A Grammar of the Tunica Language en 1941. Fou seguida de Tunica Texts en 1950 i Tunica Dictionary en 1953.
Cap al segle xvii uns reduïts tuniques vivien prop de les tribus ofo i avoyel a l'actual Louisiana. Es comunicaven pel Mobilian jargon o francès. A causa d'aquestes circumstàncies de la poca població i l'ús d'un argot, la lingüista Haas va assenyalar que l'eventual deteriorament de la llengua tunica era inevitable.
Des de 2010 s'han posat en marxa esforços per revitalitzar la llengua amb l'assistència de professors de llengua a la Universitat Tulane. Els membres de la tribu llegiren als nens llibres en tunica al powwow de 2010. Només la meitat dels membres de la tribu viuen a menys de 75 quilòmetres de la Parròquia d'Avoyelles, on hi ha la reserva. Per aquesta raó, pel 2014 s'ha planificat el Tunica-Biloxi Language & Culture Revitalization Program per aprendre a distància i usar en mitjans de comunicació.

## Costums
Els tunica o thonnica eren relacionats amb atakapa i chitimacha, i a finals del segle xviii vivien a la zona de Marksville. S'hi dedicaven al conreu de moresc fet per dones, fabricaven canoes que podien dur fins a 80 guerrers. Jugaven al lacrosse i celebraven les festes del moresc. Creien en un déu femení que representava el sol, al qual dedicaven un temple, que era el focus de les activitats religioses, amb figuren de terra d'una dona (el dol) i una granota (el món subterrani). Enterraven els morts en tombes alineades amb escorça de cara amunt i amb el cap mirant a l'Oest. Els guerrers es tatuaven i els fletxes eren de pedres triangulars.
Es dedicaven a la cacera del bisó, al conreu del moresc i de la carabassa; feien bona cistelleria i terrissa, i des del 1700 explotaven la sal amb ànsies comercials.

## Història
Se’n sap poc de la seva història antiga, llevat que el 1500 estaven integrats en la cultura dels anomenats Mound Builders i que es dividien en dues viles, Grand i Petit Tonicas.
El 1541 l'espanyol Hernando de Soto arribà a la vila de Quizquiz (avui a Clarksdale, Mississipi), on capturà 300 indis i pactà amb llur cap Aquixo. Els descriví com un poble altament organitzat, i que era una vila amb molta gent. Aquixo, endemés, era un sotscap d'un altre cap dit Pacaha o Capaha. Les viles eren formades per túmuls de terra, i la seva religió i societat eren força complexes. Però una epidèmia provocà el 1561 la pèrdua d'entre el 70 i el 80% dels efectius de la tribu.
No tornarien a ser visitats novament pels blancs fins que arribaren els francesos Louis Jolliet el 1673 i René Robert Cavalier, sieur de La Salle el 1681, que recorrien tot el Mississipi.
El 1706 els anglesos i chickasaw els atacaren i expulsaren de Yazoo. Aleshores marxaren amb Le Moyne a Portage de la Croix, zona de control d'accés al riu Red on el 1730 foren visitats per Fr. Dumont de Montigny.
Cahura-Jolego, cap dels tunica del 1712 al 1731, fou batejat el 1727 i visitat el 1719 per Jean-Baptiste Bernard de la Harpe, qui afirmà que només disposava de 120 guerrers. Tot i així, el 1712 havien ajudat als francesos a prendre Fort Natchitoches i el 1716 ajudaren als defensors de Fort Rosalie contra els natchez, raó per la qual el 1729 foren novament atacats per chickasaw i natchez. Els natchez mataren el seu cap i delmaren la tribu el 1731, raó per la qual el nou cap Bride-les Boeufs, els traslladà a Tunica Bayou, on el 1740 foren batejats 27 nens. El 1733 va ajudar Etienne de Perirer contra els chickasaw.
Tanmateix, el 1758 només disposava de 60 guerrers, alhora que Louis Bilbuart de Kerlerec afirmava que eren delmats per l'alcohol. El nou cap Latanash, reconegut el 1764, encara ho era el 1771. El 1753-1763 van ajudar els francesos contra els anglesos, i des del 1764 van atacar els combois anglesos fins que signaren la pau amb la Gran Bretanya i s'establiren a Point Coupée, on eren 30 cabanes.
El 1779 uns 160 ajudaren l'espanyol Bernardo de Gálvez y Madrid i als rebels nord-americans a capturar Baton Rouge. Així, el 1780-1790 foren recol·locats a Marksville (Mississipi) pels espanyols, però el 1803, després de la Compra de Louisiana, van passar als EUA. El 1806 John Sibley, comissionat federal indi a Louisiana, va redactar un informe sobre ells, i aleshores començaren a treballar a Nova Orleans com a mariners. El 1924 els tunica reclamaren el seu reconeixement com a tribu. El seu cap Sesostrie Youchigant (mort el 1940), darrer parlant de tunica que va ensenyar la seva llengua a Mary Rosamund Haas, va organitzar la Féte du Blé alguns anys. I el 1934 els caps Eli Barbry i Horace Pierite reclamaren el reconeixement tribal aprofitant l'aprovació de l'IRA.
El 1960 iniciaren una disputa legal amb Leonard Charrier, qui els havia arrabassat el "tresor tunica", dirigit pel seu darrer cap, Joseph Alcide Pierite (1955-1975). Tanmateix, el 1974 es constituí el Consell Tribal Tunica Biloxi Tribe of Louisiana. I el cap Earl Barbyr aconseguí l'octubre del 1986 que el Tribunal Suprem els reconegués la propietat del Tresor Tunica.